# Mercerville-Hamilton Square
Mercerville-Hamilton Square és una concentració de població designada pel cens dels Estats Units a l'estat de Nova Jersey. Segons el cens del 2000 tenia 26.419 habitants.

## Demografia
Segons el cens del 2000, Mercerville-Hamilton Square tenia 26.419 habitants, 9.403 habitatges, i 7.362 famílies. La densitat de població era de 1.323 habitants/km².
Dels 9.403 habitatges en un 33,6% hi vivien nens de menys de 18 anys, en un 67,5% hi vivien parelles casades, en un 7,8% dones solteres, i en un 21,7% no eren unitats familiars. En el 18,4% dels habitatges hi vivien persones soles el 9,8% de les quals corresponia a persones de 65 anys o més que vivien soles. El nombre mitjà de persones vivint en cada habitatge era de 2,74 i el nombre mitjà de persones que vivien en cada família era de 3,14.
Per edats la població es repartia de la següent manera: un 23,3% tenia menys de 18 anys, un 6,2% entre 18 i 24, un 27,4% entre 25 i 44, un 25,9% de 45 a 60 i un 17,1% 65 anys o més.
L'edat mediana era de 41 anys. Per cada 100 dones de 18 o més anys hi havia 88 homes.
La renda mediana per habitatge era de 67.896 $ i la renda mediana per família de 75.559 $. Els homes tenien una renda mediana de 52.163 $ mentre que les dones 35.182 $. La renda per capita de la població era de 27.080 $. Aproximadament l'1,7% de les famílies i el 2,2% de la població estaven per davall del llindar de pobresa.

## Poblacions més properes
El següent diagrama mostra les poblacions més properes.